# Gallsten
Gallsten eller gallstenssjukdom är när det bildas konkrement i gallan som kan bestå av kolesterol, kalk och bilirubin. Stenen består alltid i mitten av bilirubin. 30 procent av kvinnor och 20 procent av män i 40-årsåldern har gallsten. De flesta är dock helt symptomfria. Övervikt, höga blodfetter och diabetes ökar risken för att få gallsten.
Akut symptomgivande gallsten kallas gallstensanfall och upplevs i form av mycket kraftig kolikartad smärta, ofta under höger revbensbåge. Diagnos ställs oftast genom ultraljudsundersökning av gallblåsa och gallvägar, vilket kan kompletteras med ett blodprov för att se hur levern fungerar och en ERCP-undersökning. Vid symptomgivande gallstensdiagnos skrivs oftast smärtstillande ut (diklofenakpreparat) för att lindra smärtan. Vid återkommande besvär, eller andra besvär orsakade av gallsten, såsom akut kolecystit, blir oftast operation, kolecystektomi, aktuell. Operationen innebär att man tar bort gallblåsan. Den kan i dag oftast utföras med titthålskirurgi, och efter en sådan operation är patienten ofta hemma igen dagen efter. En tid därefter bör man undvika fetthaltig kost som friterad mat, bacon och ägg. Grönsaker är att föredra framför kolhydratrik kost.
Ibland kan också gallstenar leta sig ut i gallgångarna och täppa till, vilket förhindrar galla att flöda ut i tolvfingertarmen. Detta kan medföra gulsot (bland annat hud och ögonvitor färgas gula) och tilltäppningen utgör ett akut tillstånd. Operation, eller ERCP, blir då aktuellt.
Ett gammalt namn för gallsten är stenpassion, som också är en beteckning för njursten. Förr kunde sådana sjukdomar inte opereras eller botas och kunde anges som dödsorsak i gammal folkbokföring.

## Förekomst
Gallsten är en vanlig sjukdom men den exakta förekomsten i den svenska befolkningen är ofullständigt undersökt. Sjukdomen är vanligare hos kvinnor än hos män. I en förhållandevis begränsad svensk studie av 1 200 personer, 35–85 år gamla, hade 53 procent av kvinnorna och 32 procent av männen antingen gallsten eller var tidigare opererade för en sådan. I en italiensk ultraljudsstudie av 11 229 personer (4 619 kvinnor och 6 610 män) mellan 29 och 69 år fann man sten i gallblåsan hos 10,7 procent av kvinnorna och 5,4 procent av männen. Av dessa hade 73 procent inga, 12 procent milda och 15 procent svåra symptom.
Betydligt fler än de som opereras har mer eller mindre stora besvär från gallvägarna och det är också många som har sten i gallblåsan utan att ha besvär. Gallstensanfall är vanligast och innebär att man får ont i buken i samband med födointag. Oftast släpper anfallet av sig självt eller så kan man behöva en dos kramplösande medicin. Akut gallblåseinflammation (kolecystit) ger ofta feber, värk i buken, blodprover som visar på en inflammation i kroppen och ett påverkat allmäntillstånd. Oftast finns det sten i gallblåsan hos dem som har akut gallblåseinflammation. Sten i gallblåsan påvisas vanligen med en ultraljudsundersökning. Behandlingen är vanligen operation där gallblåsan tas bort (kolecystektomi) efter det att man kartlagt gallvägarna med en röntgenundersökning under ingreppet (peroperativ kolangiografi). Gallblåsan kan tas bort laparoskopiskt (titthålskirurgi) eller med en öppen operation. I en del fall blir inflammationen så allvarlig att gallblåsan riskerar att spricka, vilket utgör ett allvarligt tillstånd. Inflammation i bukspottkörteln och inflammation i den djupa gallgången, som båda kan vara allvarliga tillstånd, kan vara kopplade till gallstenssjukdomen. Besvär från gallblåsan påverkar patienters livskvalitet och operation botar symptomen hos flertalet av patienterna.
Årligen utförs i Sverige mer än 12 500 galloperationer, vilket innebär att ingreppet är bland de vanligast förekommande operationerna inom hälso- och sjukvården.